# Гелена Педерсдоттер Странге
Гелена Педерсдоттер Странге (дан. Helena Pedersdatter Strange; швед. Helena Pedersdotter Strange; у Швеції також називається королевою Елін; близько 1200—1255) — представниця данської шляхетної родини, яка під назвою Ульфельдт була королевою Швеції як дружина короля Кнута II.

## Життєпис
Її батьком був данський лицар Педер Стренґесен, а матір'ю Інґеборґа Есбернсдаттер, з благородного клану Гвіде, племінниця данського архієпископа Абсалона. Вважається, що вона вийшла заміж за шведського регента Кнута приблизно в 1225 році, хоча точний рік невідомий. З 1222 року він був регентом дитячого монарха, короля Швеції Еріка XI, і сам зайняв престол у 1229 році, таким чином зробивши Гелену, або Елін, як її часто називали у Швеції,  королевою. Оскільки на офіційних документах Гелена використовувала ту саму печатку, що й її чоловік, це може свідчити, що вона могла мати певний політичний вплив.
У 1234 році її чоловік помер, і скинутий король Ерік повернувся. Королева Елін вдруге вийшла заміж за шляхтича Філіпа Ларссона. У 1247 році вона стала свідком повстання її сина від першого шлюбу проти нового монарха; він зазнав невдачі і був страчений у 1248 році. Її другого сина стратили в 1251 році, і того ж року вона стала вдовою. Вона померла близько 1255 року.

## Діти
1. Гольмґер Кнутссон, пом. 1248, страчений під час повстання після битви при Спаррсетрі 1247 року.
2. Філіп Кнутссон, страчений у 1251 році.

## Подальше читання
- Åke Ohlmarks: Alla Sveriges drottningar (All the queens of Sweden) (Swedish)

1. 1 2  Pas L. v. Genealogics — 2003.